# Tilt Brush
Tilt Brush est une application de peinture artistique sur PC développée par Google. C'est une application à la première personne de création d’œuvre dans un volume en 3D en réalité virtuelle. L'application immerge l'artiste dans un environnement à 360° où ses actions se font réellement autour de lui. L'utilisateur interagit à l'aide de contrôleurs (spécifique au HTC Vive), le contrôleur droit sert à dessiner, le gauche sert de palette (d'outils), l'application fonctionne aussi avec un clavier et une souris. Le rendu des actions de l'utilisateur se fait grâce à des calculs du rendu multi-dimensionnel. L'application est sorti dans sa version finale (Release) le 4 avril 2016 en même temps que le HTC Vive,.
elle permet de manipuler des éléments 3D dans un environnement 3D.
Cette application était offerte avec l'achat du casque de réalité virtuelle HTC Vive.
L'application a été créée et développée par Google, et notamment par Skillman & Hackett une société rachetée par Google en 2015 avec ses deux fondateurs, Drew Skillman et Patrick Hackett,.
Les utilisateurs peuvent exporter leurs créations en GIF.

## Développement
À l'origine, l'application n'avait pas pour objectif la réalisation de peinture et de dessin en 3D mais en 2D. C'est une idée qui a émergé pendant le développement à la suite de prototype, et notamment lors d'essais de création de pièces d'échecs en l'air.
Une version bêta a été finalisée fin 2014.
L'application a été, dans un premier temps, disponible sur le Google Cardboard en 2015.
Pour le lancement du logiciel et du produit HTC Vive, plusieurs artistes ont collaboré avec Google (Dustin Yellin, Andrea Blasich, Christoph Niemannet, Seung Yul Oh et d'autres), lors de la Pioneer Works Village Fête. Google a mis en avant Tilt Brush dans Le Lab Google Cultural Institute parisien (Tilt Brush Creative Week).

## Partenaires
Pour la présentation de son application au grand public, Google s'est associé à différents partenaires comme PepsiCo, ou bien en 2016 avec la NBA All-Star Game avec, en dehors des temps de matchs, des essais avec la technologie VR et cette application.

## Record
Le 7 avril 2016, le record Guiness Book de l'immersion dans un casque de réalité virtuelle est de 25 heures et 2 minutes, et a été atteint avec Tilt Brush le 7 avril 2016, par Derek Westerman à Los Angeles,. Ceci étant probablement dû pour de la publicité pour le produit HTC Vive.